# Phạm Minh Chính

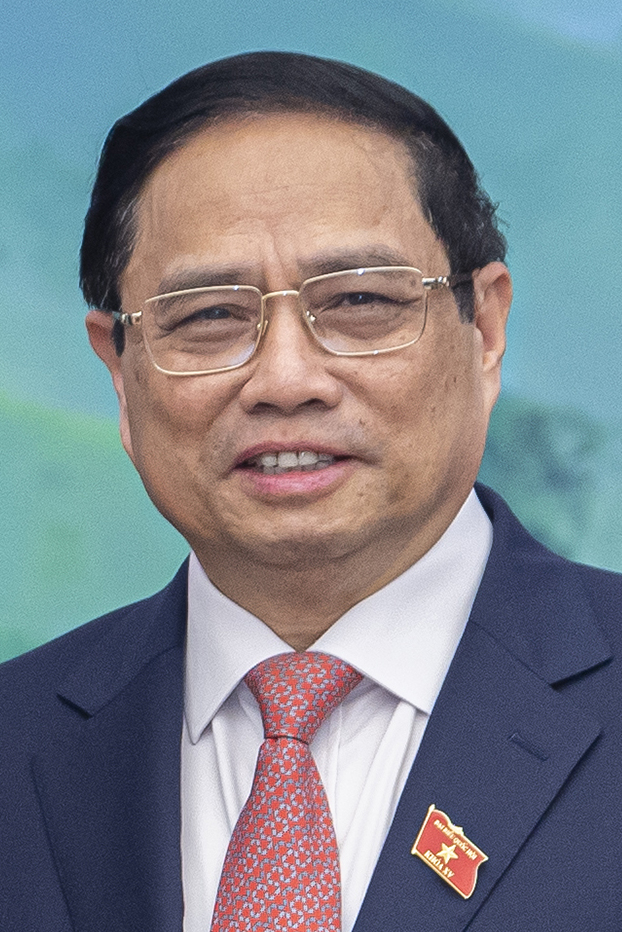
Phạm Minh Chính, 2023

Phạm Minh Chính (* 10. Dezember 1958 in der Provinz Thanh Hóa) ist Premierminister von Vietnam. Er wurde am 5. April 2021 auf dem 13. Nationalkongress der Kommunistischen Partei Vietnams mit 96,25 Prozent der Stimmen als Nachfolger von Nguyễn Xuân Phúc in das Amt des Premierministers gewählt.

## Leben
Phạm Minh Chính wurde im Distrikt Hậu Lộc der Provinz Thanh Hóa geboren. 1976 begann er sein Studium an der Technischen Universität für Bauwesen in Bukarest, Rumänien. Seit 1987 ist er Mitglied der Kommunistischen Partei Vietnams. Bevor er am 5. April 2021 zum Premierminister von Vietnam gewählt wurde, war er ab 2016 Vorsitzender des Organisationskomitees der Kommunistischen Partei Vietnams.